# Lampria bicolor
Lampria bicolor är en tvåvingeart som först beskrevs av Christian Rudolph Wilhelm Wiedemann 1828.  Lampria bicolor ingår i släktet Lampria och familjen rovflugor. Inga underarter finns listade i Catalogue of Life.